# Markus Somm
Markus Paul Somm (* 16. März 1965 in Wettingen; heimatberechtigt in Erlen) ist ein Schweizer Journalist, Publizist, Verleger und Historiker. Er war von 2010 bis 2018 Chefredaktor und von 2014 bis 2018 auch Verleger der Basler Zeitung (BaZ). Seit 2021 ist er Verleger und Chefredaktor des Nebelspalters.

## Leben und Wirken

### Ausbildung und erste berufliche Stationen
Markus Somm ist als Sohn des ehemaligen ABB-Schweiz-Chefs Edwin Somm in Baden aufgewachsen. Er studierte Geschichte an den Universitäten München, Bielefeld und Zürich sowie Politikwissenschaft an der Harvard University und schloss 1994 in Zürich mit dem Lizenziat ab. 2019 wurde er an der Universität Freiburg mit einer Arbeit zur BBC promoviert.
Seit Mitte der 1990er Jahre arbeitet Somm als Journalist im Bereich Schweizer Politik, zuerst beim Aargauer Volksblatt, dann beim Tages-Anzeiger, unter anderem als Bundeshauskorrespondent, und ab 2003 bei der Weltwoche, zuletzt als stellvertretender Chefredaktor. Er schrieb Biografien über Henri Guisan und Christoph Blocher sowie eine Monografie über die Schlacht bei Marignano.

### Tätigkeit bei der Basler Zeitung
Nachdem Tito Tettamanti und Martin Wagner die Basler Zeitung (BaZ) im Februar 2010 übernommen hatten, wurde Somm am 30. August 2010 zu deren Chefredaktor ernannt. Im ersten Jahr seiner Tätigkeit als Chefredaktor büsste die Tageszeitung 12 Prozent, insgesamt 9340 ihrer Abonnenten, ein. Die Basler Zeitung erlitt unter Somm den grössten Einbruch an Lesern in ihrer Geschichte – von 2010 bis 2018 halbierte sich die beglaubigte Auflage von 83'773 auf 41'213. Er wurde am 1. Mai 2014 zusätzlich zum Verleger der BaZ und zum Verwaltungsratsmitglied berufen. Er löste damit Filippo Leutenegger ab, der am 7. Mai 2014 sein Amt als Zürcher Stadtrat antrat. Als Verleger und Chefredaktor kritisierte Somm, dass es in einigen Zeitungen Journalisten gebe, die unabhängig von den Werbekunden mit missliebiger Berichterstattung agieren. Er betonte, dass dies unter seiner Führung anders sei: Unternehmen, die in seiner Zeitung Inserate schalten, so Somm, müssen sich «nicht blöde heruntermachen lassen».
Im Zusammenhang mit der Entlassung von Chefredaktor Markus Spillmann bei der Neuen Zürcher Zeitung im Dezember 2014 wurde er von deren Verwaltungsrat als Nachfolger auserkoren. Somm verzichtete jedoch auf die Berufung, nachdem bereits der Vorschlag heftige Proteste ausgelöst hatte, und verblieb bei der Basler Zeitung.
Somm verliess die BaZ 2018 nach der Übernahme der Zeitung durch den Tamedia-Konzern als Chefredaktor und Verleger auf Ende 2018.

### Aktivitäten nach Abgang bei der Basler Zeitung
Im Frühjahrssemester 2018 wurde er Fellow am Shorenstein Center on Media, Politics and Public Policy der Harvard Kennedy School in Cambridge, USA. Seine Kolumne bei der SonntagsZeitung und die Gesprächssendung bei Radio 1 mit Roger Schawinski behielt er bei.
2020 wurde bekannt, dass er mit der Firma Klarsicht AG die Satirezeitschrift Nebelspalter kaufe. Eine Neuausrichtung der Zeitschrift wurde im März 2021 online in Zürich produziert.

## Politische Einstellung
In seiner Studentenzeit galt Somm als Trotzkist und war Mitglied der Gruppe für eine Schweiz ohne Armee (GSoA). Als er als Redaktor beim Tages-Anzeiger arbeitete, wurde er als Sozialdemokrat eingestuft. Auch wenn Somm später Mitglied der FDP wurde, wird ihm mittlerweile eine politische Nähe zur SVP und deren Vordenker Christoph Blocher attestiert, dies auch vor dem Hintergrund des seit 2010 in den Medien verschiedentlich vermuteten und 2014 offengelegten finanziellen Engagements von Blocher bei der Basler Zeitung. Zudem hatte Somm zuvor für die allgemein als SVP-nah geltende Weltwoche gearbeitet und 2009 eine autorisierte Blocher-Biografie veröffentlicht. Er selbst ordnet sich politisch «rechts der Mitte» ein.
In der Schweiz gehörte Somm zu den prominentesten Unterstützern von Donald Trump, dem US-amerikanischen Präsidenten 2017–2021. Wegen Trumps Verhalten nach seiner Abwahl und beim Sturm auf das Kapitol in Washington 2021 distanzierte sich Somm von ihm.

## Privates
Somm ist mit der Radiojournalistin Anita Richner verheiratet, hat fünf Kinder und wohnt mit seiner Familie in Wädenswil.

## Werke
- Zinnsoldaten der Innenpolitik: Die Asylpraxis der Schweiz gegenüber revolutionären polnischen Flüchtlingen im 19. Jahrhundert. In: Monika Bankowski (Hrsg.): Asyl und Aufenthalt: Die Schweiz als Zuflucht und Wirkungsstätte von Slaven im 19. und 20. Jahrhundert. Helbing und Lichtenhahn, Basel 1994, ISBN 3-7190-1350-2, S. 47–68.
- «Wir machen mit!» Schweizer Bürgertum an der Macht 1930 bis 1940. Unveröffentlichte Lizenziatsarbeit, Universität Zürich, Zürich 1994.
- Christoph Blocher. Der konservative Revolutionär. Appenzeller Verlag, Herisau 2009, ISBN 978-3-85882-482-0.
- General Guisan. Widerstand nach Schweizerart. Stämpfli, Bern 2010, ISBN 978-3-7272-1346-5.
- Marignano. Die Geschichte einer Niederlage. Stämpfli, Bern 2015, ISBN 978-3-7272-1441-7.
- Elektropolis an der Limmat: Baden und die BBC, 1870 bis 1925. Die Beschreibung einer Transformation. Stämpfli, Bern 2019, ISBN 978-3-7272-6062-9.
- Warum die Schweiz reich geworden ist. Mythen und Fakten eines Wirtschaftswunders. Stämpfli, Bern 2021.